# Камараза
Камараза (Camarasa) — муніципалітет у регіоні Ногера, Каталонія, Іспанія. Він розташований у місці злиття річок Сегре та Ногера- Паллареса. Водосховище Камараса на Ногера Пальяреса (113 hm³) і водосховище Сан-Льоренс-де-Монтгай на Сегре є важливими гідроелектростанціями.
Дорога C-147 з'єднує муніципалітет з Балагером і Тремпом, а також є залізничні станції Ренфе в Сант-Льоренс-де-Монгай і Л'Аметла-де-Монсек.
Муніципалітет включає невеликий ексклав на півночі.